# Clélia Gomes
Clelia Gomes da Silva (São Paulo, 25 de julho de 1964) é uma política brasileira. Foi eleita deputada estadual de São Paulo na eleição de 2014 com 25.306 votos. Em 2018, recebeu 15.262 votos e não foi reeleita.